# André Augusto de Pádua Fleury
André Augusto de Pádua Fleury (Cuiabá, 9 de abril de 1830 — Rio de Janeiro, 25 de novembro de 1895) foi um advogado e político brasileiro, o qual teve uma participação ativa na vida pública no segundo reinado do Brasil Império. Pádua Fleury contribui com o movimento de reforma das prisões em terras brasileiras, tendo sido um crítico do sistema penitenciário auburniano e divulgador da ciência penitenciária. 

## Nota biográfica
Em 1853, André Augusto de Pádua Fleury bacharelou-se em Ciências Sociais e Jurídicas pela Faculdade de São Paulo. Decorridos treze anos,Pádua Fleury foi nomeado para o cargo de diretor geral da Secretaria de Estado dos Negócios da Justiça e desempenhou a função até 1876. Em 1878, representou o Brasil no II Congresso Internacional Penitenciário de Estocolmo, tendo sido nomeado por aviso imperial. 
Na carreira política exerceu os cargos de: Presidente das províncias do Espírito Santos, Paraná e Ceará. Também foi diretor da Faculdade de Direito de São Paulo, por decreto de 16 de janeiro de 1883, Ministro da Agricultura e dos Transportes (ver Gabinete Paranaguá). Pelos serviços prestados ao Imperador e a Nação Brasileira,André Augusto de Pádua Fleury foi reconhecido com condecorações de Ordens Honoríficas. Também foi Conselheiro e membro do Conselho de Estado do Imperador e foi membro de comissões inspetoras em estabelecimentos penais no Brasil.    
Quanto as suas publicações destacam-se a produção de relatório, parecer e discurso no período de 1863-1885, :  
- Relatorios do período que foi presidente das províncias de Espirito Santo (1863) e (1864), Paraná  (1865) e (1866), Ceará (1881);
- Presidio de Fernando de Noronha e Nossas Prisões[2].
- Relatorio da Comissão Inspectora da Casa de Correcção da Corte[3].
- Relatorio da Commissão  Inspectora da Penitenciaria[4].
- Congresso internacional penitenciário de Stkoholmo em 1878[5];
- Discours de M. de Padua-Fleury (Brésil)[6];
- Parecer do conselheiro Fleury sobre o Presidio de Fernando de Noronha[7];
- E outras que foram publicadas como documentos do Governo Imperial Brasileiro e no exterior.